# Talalgia
La talalgia è il nome generico per indicare un dolore localizzato alla superficie plantare del tallone. Generalmente monolaterale, nella maggior parte dei casi tale dolore è causato dall'infiammazione che coinvolge anche il calcagno ed è nota come fascite plantare. La principale terapia farmacologica per la talalgia è non steroidea, ma si può procedere ad infiltrazioni con corticosteroidi nel caso in cui i sintomi dovessero persistere. Esiste anche una soletta apposita per chi soffre di talalgia, in grado di alleviare il dolore (spesso conseguente ad un appoggio anomalo del piede interessato).